# Diabantia perparva
Diabantia perparva es una especie de mantis de la familia Thespidae.

## Distribución geográfica
Se encuentra en Brasil.